# 茨城県立こころの医療センター
茨城県立こころの医療センター（いばらきけんりつこころのいりょうセンター）は、茨城県笠間市にある医療機関。茨城県が運営する病院である。

## 診療科
- 精神科
- 児童精神科
- 心療内科
- 神経内科

## 沿革
- 1950年 - 旧内原町に開院。
- 1957年 - 茨城県立内原病院に改称。
- 1960年 - 茨城県立友部病院に改称、現在地に移転。
- 1989年 - 応急入院指定病院認定。
- 1995年 - 精神科救急の開始。
- 2005年 - 児童・思春期専門病棟（つくし病棟）開設[1]。
- 2011年 - 病棟の改修。茨城県立こころの医療センターに名称変更。指定入院医療機関及び指定入院医療機関認定[2]。
- 2015年 - 院内に「茨城県睡眠医療センター」を開設。
- 2017年 - 「県立睡眠医療クリニック」を水戸市大工町に開設。

## 認定・指定
- 保険医療機関
- 生活保護法に基づく指定医療機関
- 休日昼間及び平日夜間における精神保健福祉法第24条の規定に基づく救急応需病院[3]
- 応急入院指定病院
- 臨床研修指定病院
- 指定自立支援医療機関（精神通院医療）
- 医療観察法に基づく指定通院医療機関および指定入院医療機関

## 交通アクセス
- JR常磐線または水戸線の友部駅より茨城交通路線バス、友部第二小学校前経由・モノタロウ前行き（県立こころの医療センター経由）に乗車し「県立こころの医療センター」にて下車[4]。（友部駅前発、8時台から15時台のバスが対象。県立こころの医療センターが終点のバスはなくなり、モノタロウ前まで延伸された。16時以降は、県立こころの医療センターを経由しない。）

## 近隣施設
- 筑波海軍航空隊記念館 - こころの医療センター自体が、かつての海軍航空隊敷地内に位置する。
  - 筑波海軍航空隊 ここにありきの碑
- 笠間市立友部第二小学校
- モノタロウ 笠間ディストリビューションセンター